# Liga Światowa w Piłce Siatkowej 2012 (składy)
Artykuł grupuje składy wszystkich reprezentacji narodowych w piłce siatkowej, które wystąpiły w Lidze Światowej 2012.
- Wiek na dzień 16 maja 2012 roku.
- Przynależność klubowa na koniec sezonu 2011–2012.
- Zawodnicy oznaczeni literą K to kapitanowie reprezentacji.
- Legenda: 
Nr - numer zawodnika
 A - atakujący 
 L - libero 
 P - przyjmujący 
 R - rozgrywający 
 Ś - środkowy 
 U - uniwersalny

## Argentyna
Trener: Javier Weber
Asystent: Juan Manuel Barrial
| Nr | Imię i nazwisko             | Data urodzenia (wiek) | Wzrost (cm) | Klub                                | Pozycja |
| -- | --------------------------- | --------------------- | ----------- | ----------------------------------- | ------- |
| 1  | Gabriel Arroyo              | 03.03.1977 (35)       | 194         | Club Ciudad de Bolívar              | Ś       |
| 2  | Iván Castellani             | 19.01.1991 (21)       | 196         | Club Ciudad de Bolívar              | A       |
| 3  | Martín Esteban Blanco Costa | 16.12.1985 (25)       | 202         | Sarmiento Santana Textiles          | Ś       |
| 4  | Lucas Ocampo                | 20.03.1986 (26)       | 196         | La Unión de Formosa                 | P       |
| 5  | Nicolás Uriarte             | 21.03.1990 (22)       | 192         | Club Atlético Boca Juniors          | R       |
| 6  | Cristian Poglajen           | 14.07.1989 (22)       | 195         | Knack Randstad Roeselare            | P       |
| 7  | Facundo Conte               | 25.08.1989 (22)       | 198         | Acqua Paradiso Monza Brianza        | P       |
| 8  | Mariano Gustiniano          | 04.04.1986 (26)       | 189         | Buenos Aires Unidos Vóley           | P       |
| 9  | Rodrigo Quiroga (K)         | 23.03.1987 (25)       | 190         | Fenerbahçe Grundig                  | P       |
| 10 | Nicolas Bruno               | 24.02.1989 (23)       | 188         | Club Atlético Boca Juniors          | P       |
| 11 | Sebastián Solé              | 12.06.1991 (20)       | 202         | Club Ciudad de Bolívar              | Ś       |
| 12 | Federico Pereyra            | 19.06.1988 (23)       | 200         | MCPC-Montes Claros Paraglider Clube | A       |
| 13 | Federico Martina            | 02.11.1992 (19)       | 202         | PSM Voley                           | Ś       |
| 14 | Pablo Crer                  | 12.06.1989 (22)       | 205         | Club Ciudad de Bolívar              | Ś       |
| 15 | Luciano De Cecco            | 02.06.1988 (23)       | 193         | Acqua Paradiso Monza Brianza        | R       |
| 16 | Alexis González             | 21.07.1981 (30)       | 184         | Tours VB                            | L       |
| 17 | Maximiliano Cavanna         | 02.07.1988 (23)       | 185         | La Unión de Formosa                 | R       |
| 18 | Franco López                | 04.02.1989 (23)       | 187         | Club Ciudad de Bolívar              | L       |
| 19 | Maximiliano Gauna           | 29.04.1989 (23)       | 197         | Club Atlético Boca Juniors          | Ś       |
| 20 | Guillermo Garcia            | 21.09.1983 (28)       | 193         | Buenos Aires Unidos Vóley           | P       |
| 21 | Pablo Bengolea              | 08.05.1985 (26)       | 198         | UPCN Vóley Club                     | A       |
| 22 | Facundo Santucci            | 06.03.1987 (25)       | 186         | Club Atlético Boca Juniors          | L       |
| 23 | Guido Romanutti             | 19.09.1987 (25)       | 196         | Club Deportivo Puerto San Martín    | Ś       |
| 24 | Demián González             | 21.02.1983 (29)       | 192         | UPCN Vóley Club                     | R       |
| 25 | Gustavo Scholtis            | 16.12.1092 (29)       | 206         | La Unión de Formosa                 | P       |

## Brazylia
Trener: Bernardo Rezende
Asystent: Roberley Leonaldo
| Nr | Imię i nazwisko        | Data urodzenia (wiek) | Wzrost (cm) | Klub                     | Pozycja |
| -- | ---------------------- | --------------------- | ----------- | ------------------------ | ------- |
| 1  | Bruno Rezende (K)      | 02.07.1986 (25)       | 190         | Cimed Esporte Clube      | R       |
| 2  | William Arjona         | 31.07.1979 (32)       | 185         | Sada Cruzeiro Vôlei      | R       |
| 3  | Éder Carbonera         | 19.10.1983 (28)       | 204         | Cimed Esporte Clube      | Ś       |
| 4  | Wallace de Souza       | 26.06.1987 (24)       | 204         | Sada Cruzeiro Vôlei      | A       |
| 5  | Sidão                  | 09.07.1982 (29)       | 203         | SESI-SP Esporte          | Ś       |
| 6  | Leandro Vissotto Neves | 30.04.1983 (29)       | 212         | Bre Banca Lannutti Cuneo | A       |
| 7  | Giba                   | 23.12.1976 (35)       | 192         | Cimed Esporte Clube      | P       |
| 8  | Murilo Endres          | 03.05.1981 (31)       | 190         | SESI-SP Esporte          | P       |
| 9  | Théo                   | 31.08.1983 (28)       | 199         | RJX Rio de Janeiro       | A       |
| 10 | Sérgio                 | 15.10.1975 (36)       | 184         | SESI-SP Esporte          | L       |
| 11 | Thiago Soares Alves    | 26.07.1986 (25)       | 194         | Panasonic Panthers       | P       |
| 12 | Marlon                 | 27.07.1977 (34)       | 188         | RJX Rio de Janeiro       | R       |
| 13 | Gustavo Endres         | 23.08.1975 (36)       | 203         | Cimed Esporte Clube      | Ś       |
| 14 | Rodrigão               | 17.04.1979 (33)       | 205         | SESI-SP Esporte          | Ś       |
| 15 | João Paulo Bravo       | 07.01.1979 (33)       | 196         | Arkas Spor Izmir         | P       |
| 16 | Lucas Saatkamp         | 06.03.1986 (26)       | 209         | RJX Rio de Janeiro       | Ś       |
| 17 | Ricardo                | 19.11.1975 (36)       | 186         | Vôlei Futuro             | R       |
| 18 | Dante                  | 30.09.1980 (31)       | 201         | RJX Rio de Janeiro       | P       |
| 19 | Mario                  | 03.05.1982 (30)       | 192         | Vôlei Futuro             | L       |
| 20 | Raphael                | 14.06.1979 (32)       | 190         | Trentino Volley          | R       |
| 21 | Fabricio Lorena        | 12.01.1979 (33)       | 199         | Vôlei Futuro             | A       |
| 22 | Ricardo Lucarelli      | 14.02.1992 (20)       | 195         | Minas Tênis Clube        | P       |
| 23 | Henrique Randow        | 05.04.1978 (34)       | 201         | Minas Tênis Clube        | Ś       |
| 24 | Renan Zanatta Buiatti  | 10.01.1990 (22)       | 212         | BMG/São Bernardo         | Ś       |
| 25 | Mauricio Borges        | 04.02.1989 (23)       | 199         | Sada Cruzeiro Vôlei      | P       |

## Bułgaria
Trener: Radostin Stojczew
Asystent:  Camillo Placi
| Nr | Imię i nazwisko      | Data urodzenia (wiek) | Wzrost (cm) | Klub                        | Pozycja |
| -- | -------------------- | --------------------- | ----------- | --------------------------- | ------- |
| 1  | Georgi Bratoew       | 21.10.1987 (24)       | 202         | Lewski Sofia                | R       |
| 2  | Christo Cwetanow     | 29.03.1978 (34)       | 198         | Lokomotiw Jekaterynburg     | Ś       |
| 3  | Andrej Żekow         | 12.03.1980 (32)       | 194         | CoprAtlantide Piacenza      | R       |
| 4  | Władisław Iwanow     | 14.03.1987 (25)       | 188         | Tomis Konstanca             | L       |
| 5  | Swetosław Gocew      | 31.08.1990 (21)       | 202         | Pirin Bałkanstroj Razłog    | Ś       |
| 6  | Matej Kazijski       | 23.09.1984 (27)       | 203         | Trentino Volley             | P       |
| 7  | Martin Bożiłow       | 11.04.1988 (24)       | 190         | Marek Dupnica               | L       |
| 8  | Bojan Jordanow       | 12.03.1983 (29)       | 197         | Pallavolo Genua             | A       |
| 9  | Dobromir Dimitrow    | 07.07.1991 (20)       | 196         | Pirin Bałkanstroj Razłog    | P       |
| 10 | Walentin Bratoew     | 21.10.1987 (24)       | 198         | Argus Volley                | P       |
| 11 | Władimir Nikołow (K) | 03.10.1977 (33)       | 200         | CoprAtlantide Piacenza      | A       |
| 12 | Wiktor Josifow       | 16.10.1985 (25)       | 204         | M. Roma Volley              | Ś       |
| 13 | Teodor Sałparow      | 16.08.1982 (29)       | 185         | CSKA Sofia                  | L       |
| 14 | Teodor Todorow       | 01.09.1989 (22)       | 208         | Lokomotiw Jekaterynburg     | Ś       |
| 15 | Todor Aleksiew       | 17.02.1986 (26)       | 200         | Lokomotiw Jekaterynburg     | P       |
| 16 | Kostadin Gadżanow    | 18.03.1986 (26)       | 208         | Pirin Bałkanstroj Razłog    | Ś       |
| 17 | Nikołaj Penczew      | 22.05.1992 (19)       | 196         | CoprAtlantide Piacenza      | P       |
| 18 | Nikołaj Nikołow      | 29.07.1986 (25)       | 203         | Tonno Callipo Vibo Valentia | Ś       |
| 19 | Cwetan Sokołow       | 31.12.1989 (21)       | 207         | Trentino Volley             | A       |
| 20 | Danaił Miłuszew      | 03.02.1984 (28)       | 200         | BCC-NEP Castellana Grotte   | A       |
| 21 | Todor Skrimow        | 09.01.1990 (22)       | 191         | Paris Volley                | P       |
| 22 | Teodor Bogdanow      | 29.01.1986 (26)       | 207         | Lewski Sofia                | Ś       |
| 23 | Borisław Georgiew    | 12.05.1992 (20)       | 189         | Sławia Sofia                | R       |
| 24 | Metodi Ananiew       | 17.02.1986 (26)       | 203         | Indykpol AZS UWM Olsztyn    | P       |
| 25 | Simeon Aleksandrow   | 18.02.1988 (24)       | 194         | Lewski Sofia                | P       |

## Finlandia
Trener:  Daniel Castellani
Asystent: Mario Martinez
| Nr | Imię i nazwisko      | Data urodzenia (wiek) | Wzrost (cm) | Klub                          | Pozycja |
| -- | -------------------- | --------------------- | ----------- | ----------------------------- | ------- |
| 1  | Sauli Sinkkonen      | 14.09.1989 (22)       | 195         | Tampereen Isku-Volley         | Ś       |
| 2  | Eemi Tervaportti     | 26.07.1989 (22)       | 193         | GFCO Ajaccio                  | R       |
| 3  | Mikko Esko           | 03.09.1978 (33)       | 198         | Pallavolo Modena              | R       |
| 4  | Tommi Roininen       | 01.02.1984 (28)       | 185         | Tampereen Isku-Volley         | L       |
| 5  | Antti Siltala        | 14.03.1984 (28)       | 193         | Delecta Bydgoszcz             | P       |
| 6  | Tuomas Sammelvuo (K) | 16.02.1976 (36)       | 193         | Energy Resources San Giustino | P       |
| 7  | Matti Hietanen       | 03.01.1983 (29)       | 199         | Trefl Gdańsk                  | P       |
| 8  | Jari Tuominen        | 11.09.1986 (25)       | 200         | Pallavolo Cantù               | P       |
| 9  | Juoni Palokangas     | 23.11.1986 (25)       | 193         | Team Lakkapää                 | P       |
| 10 | Urpo Sivula          | 15.03.1988 (24)       | 195         | SCC Berlin                    | P       |
| 11 | Jesse Mäntylä        | 24.03.1987 (25)       | 176         | Hurrikaani-Loimaa             | L       |
| 12 | Olli Kunnari         | 02.02.1982 (30)       | 196         | Vammalan Lentopallo           | P       |
| 13 | Mikko Oivanen        | 26.05.1986 (26)       | 198         | Trefl Gdańsk                  | A       |
| 14 | Konstantin Shumov    | 15.02.1985 (27)       | 205         | Gabeca Pallavolo Spa          | Ś       |
| 15 | Matti Oivanen        | 26.05.1986 (26)       | 198         | Gubernija Niżny Nowogród      | Ś       |
| 16 | Olli-Pekka Ojansivu  | 31.12.1987 (24)       | 196         | Awtomobilist Sankt Petersburg | A       |
| 17 | Toni Kankaanpää      | 18.03.1984 (28)       | 194         | Korson Veto                   | P       |
| 18 | Jukka Lehtonen       | 22.02.1982 (30)       | 197         | Pallavolo Città di Castello   | Ś       |
| 19 | Pasi Hyvärinen       | 22.11.1987 (24)       | 184         | Kyyjärven Kyky                | L       |
| 20 | Lauri Kerminen       | 18.01.1993 (19)       | 185         | Saimaa Volley                 | L       |
| 21 | Tommi Siirilä        | 05.08.1993 (18)       | 203         | Saimaa Volley                 | Ś       |
| 22 | Petteri Penttinen    | 21.08.1986 (25)       | 185         | Hurrikaani-Loimaa             | R       |
| 23 | Antti Esko           | 30.07.1982 (29)       | 190         | Vammalan Lentopallo           | R       |
| 24 | Elviss Krastins      | 15.09.1994 (17)       | 192         | Vammalan Lentopallo           | P       |
| 25 | Aleksi Kaatrasalo    | 24.05.1990 (22)       | 193         | Hurrikaani-Loimaa             | Ś       |

## Francja
Trener: Philippe Blain
Asystent: Jocelyn Trillon
| Nr | Imię i nazwisko         | Data urodzenia (wiek) | Wzrost (cm) | Klub                             | Pozycja |
| -- | ----------------------- | --------------------- | ----------- | -------------------------------- | ------- |
| 1  | José Trèfle             | 16.01.1980 (32)       | 197         | Arago de Sète                    | Ś       |
| 2  | Jenia Grebennikov       | 13.08.1990 (21)       | 188         | Rennes Volley 35                 | L       |
| 3  | Gérald Hardy-Dessources | 09.02.1983 (29)       | 197         | Andreoli Latina                  | Ś       |
| 4  | Antonin Rouzier         | 18.08.1986 (25)       | 201         | ZAKSA Kędzierzyn-Koźle           | A       |
| 5  | Romain Vadeleux         | 12.02.1983 (29)       | 196         | Rennes Volley 35                 | Ś       |
| 6  | Benjamin Toniutti       | 30.10.1989 (22)       | 183         | Arago de Sète                    | R       |
| 7  | Nicolas Maréchal        | 04.03.1987 (25)       | 198         | Stade Poitevin Poitiers          | P       |
| 8  | Marien Moreau           | 25.10.1983 (28)       | 201         | Arago de Sète                    | A       |
| 9  | Guillaume Samica        | 28.09.1981 (30)       | 198         | ZAKSA Kędzierzyn-Koźle           | P       |
| 10 | Jean-Philippe Sol       | 01.01.1986 (26)       | 198         | Stade Poitevin Poitiers          | Ś       |
| 11 | Julien Lyneel           | 15.04.1990 (21)       | 192         | Montpellier UC                   | P       |
| 12 | Earvin N'Gapeth         | 12.01.1991 (21)       | 192         | Bre Banca Lannutti Cuneo         | P       |
| 13 | Pierre Pujol (K)        | 13.07.1984 (27)       | 190         | Fart Kielce                      | R       |
| 14 | Toafa Takaniko          | 29.05.1985 (26)       | 193         | AS Cannes                        | R       |
| 15 | Samuel Tuia             | 24.07.1986 (25)       | 195         | Kuzbass Kemerowo                 | P       |
| 16 | Kévin Tillie            | 02.11.1990 (21)       | 198         | University of California, Irvine | A       |
| 17 | Horacio d’Almeida       | 11.06.1988 (23)       | 200         | Tours VB                         | Ś       |
| 18 | Jean-François Exiga     | 09.03.1982 (30)       | 176         | Lube Banca Marche Macerata       | L       |
| 19 | Baptiste Geiler         | 12.03.1987 (25)       | 196         | Arago de Sète                    | P       |
| 20 | Kevin Le Roux           | 11.05.1989 (23)       | 208         | AS Cannes                        | Ś       |
| 21 | Yannick Bazin           | 18.06.1983 (28)       | 190         | Chaumont Volley-Ball 52          | R       |
| 22 | Edouard Rowlandson      | 20.07.1988 (23)       | 190         | Arago de Sète                    | L       |
| 23 | Marc Zopie              | 31.05.1987 (24)       | 198         | Stade Poitevin Poitiers          | Ś       |
| 24 | Ludovic Castard         | 18.01.1983 (29)       | 195         | Arago de Sète                    | P       |
| 25 | Xavier Kapfer           | 07.11.1981 (30)       | 191         | Fart Kielce                      | P       |

## Japonia
Trener: Tatsuya Ueta
Asystent: Yuichi Nakagaichi
| Nr | Imię i nazwisko     | Data urodzenia (wiek) | Wzrost (cm) | Klub                | Pozycja |
| -- | ------------------- | --------------------- | ----------- | ------------------- | ------- |
| 1  | Daisuke Sakai       | 22.10.1981 (30)       | 180         | JT Thunders         | L       |
| 2  | Yuta Abe            | 08.08.1981 (30)       | 191         | Toray Arrows        | R       |
| 3  | Takeshi Nagano      | 11.07.1985 (26)       | 176         | Panasonic Panthers  | L       |
| 4  | Yusuke Matsuta      | 31.10.1982 (29)       | 200         | Panasonic Panthers  | Ś       |
| 5  | Daisuke Usami (K)   | 29.03.1979 (33)       | 184         | Panasonic Panthers  | R       |
| 6  | Yoshifumi Suzuki    | 31.03.1983 (29)       | 200         | Suntory Sunbirds    | Ś       |
| 7  | Takahiro Yamamoto   | 12.07.1978 (33)       | 201         | Panasonic Panthers  | A       |
| 8  | Yuya Ageba          | 30.09.1983 (28)       | 191         | F.C. Tokyo          | A       |
| 9  | Takaaki Tomimatsu   | 20.07.1984 (27)       | 191         | Toray Arrows        | Ś       |
| 10 | Osamu Tanabe        | 10.04.1979 (33)       | 181         | Toray Arrows        | L       |
| 11 | Yoshihiko Matsumoto | 07.01.1981 (31)       | 193         | Osaka Blazers Sakai | Ś       |
| 12 | Kota Yamamura       | 20.10.1980 (31)       | 205         | Suntory Sunbirds    | Ś       |
| 13 | Kunihiro Shimizu    | 11.08.1986 (25)       | 192         | Panasonic Panthers  | A       |
| 14 | Tatsuya Fukuzawa    | 01.07.1986 (25)       | 189         | Panasonic Panthers  | P       |
| 15 | Daisuke Yako        | 07.10.1988 (23)       | 193         | JT Thunders         | P       |
| 16 | Gottsu              | 09.01.1984 (27)       | 197         | Sakai Blazers       | P       |
| 17 | Yū Koshikawa        | 30.06.1984 (27)       | 189         | Pallavolo Padwa     | P       |
| 18 | Yuta Yoneyama       | 29.08.1984 (27)       | 185         | Toray Arrows        | P       |
| 19 | Akira Koshiya       | 12.06.1979 (32)       | 185         | Toray Arrows        | P       |
| 20 | Ayumu Shinoda       | 14.12.1979 (32)       | 194         | Toray Arrows        | Ś       |
| 21 | Shigeru Kondoh      | 23.11.1982 (29)       | 187         | Toray Arrows        | R       |
| 22 | Naoya Suga          | 17.05.1985 (27)       | 178         | JT Thunders         | R       |
| 23 | Yuji Suzuki         | 07.06.1986 (25)       | 189         | Toray Arrows        | P       |
| 24 | Yuhei Tsukazaki     | 11.07.1986 (25)       | 190         | JT Thunders         | P       |
| 25 | Dai Tezuka          | 18.11.1988 (23)       | 191         | F.C. Tokyo          | A       |

## Kanada
Trener: Glenn Hoag
Asystent: Vincent Pichette
| Nr | Imię i nazwisko        | Data urodzenia (wiek) | Wzrost (cm) | Klub                                 | Pozycja |
| -- | ---------------------- | --------------------- | ----------- | ------------------------------------ | ------- |
| 1  | Louis-Pierre Mainville | 03.04.1986 (26)       | 200         | Team Canada                          | Ś       |
| 2  | Nicholas Cundy         | 14.09.1983 (28)       | 191         | AS Cannes                            | P       |
| 3  | Dan Lewis              | 03.04.1976 (36)       | 189         | ACH Volley Lublana                   | L       |
| 4  | Joshua Howatson        | 07.10.1984 (27)       | 199         | Paris Volley                         | R       |
| 5  | Brock Daividiuk        | 24.04.1983 (29)       | 194         | Team Canada                          | R       |
| 6  | Justin Duff            | 10.05.1988 (24)       | 202         | Arkas Spor Izmir                     | Ś       |
| 7  | Dallas Soonias         | 25.04.1984 (28)       | 200         | Cheonan Hyundai Capital Skywalkers   | A       |
| 8  | Adam Simac             | 09.08.1983 (28)       | 203         | ACH Volley Lublana                   | Ś       |
| 9  | Dustin Schneider       | 27.02.1985 (27)       | 182         | Team Canada                          | R       |
| 10 | Toontje van Lankvelt   | 01.07.1984 (27)       | 197         | Bre Banca Lannutti Cuneo             | P       |
| 11 | Steve Brinkman         | 12.01.1978 (34)       | 203         | Trentino Volley                      | Ś       |
| 12 | Gavin Schmitt          | 27.01.1986 (26)       | 208         | Samsung Blues                        | A       |
| 13 | Olivier Faucher        | 14.09.1984 (27)       | 191         | Saint-Nazaire Volley-Ball Atlantique | R       |
| 14 | Adam Kamiński          | 27.05.1984 (27)       | 205         | Fart Kielce                          | Ś       |
| 15 | Frederic Winters (K)   | 25.09.1982 (29)       | 195         | Jarosławicz Jarosław                 | P       |
| 16 | Stephen Gotch          | 18.10.1985 (26)       | 194         | Team Canada                          | A       |
| 17 | Alexandre Casias       | 26.11.1984 (27)       | 195         | Tourcoing LM                         | P       |
| 18 | John Perrin            | 17.08.1989 (22)       | 201         | Arkas Spor Izmir                     | P       |
| 19 | Blair Bann             | 26.02.1988 (24)       | 184         | Team Canada                          | L       |
| 20 | Ciaran McGovern        | 05.06.1989 (22)       | 185         | Team Canada                          | L       |
| 21 | Spencer Leiske         | 03.05.1988 (24)       | 204         | Perungan Pojat                       | A       |
| 22 | Max Burt               | 25.07.1988 (23)       | 207         | Team Canada                          | Ś       |
| 23 | Jacob Klipatrcik       | 17.12.1988 (23)       | 207         | Team Canada                          | Ś       |
| 24 | Sander Ratsep          | 24.04.1988 (24)       | 190         | Team Canada                          | P       |
| 25 | Graham Vigrass         | 17.06.1989 (22)       | 205         | University of Calgary                | P       |

## Korea Południowa
Trener: Park Ki-won
Asystent: Kim Chan-ho
| Nr | Imię i nazwisko    | Data urodzenia (wiek) | Wzrost (cm) | Klub                            | Pozycja |
| -- | ------------------ | --------------------- | ----------- | ------------------------------- | ------- |
| 1  | Jeon Kwang-in      | 18.09.1991 (20)       | 193         | Sungkyunwan University          | P       |
| 2  | Han Sun-soo        | 16.12.1985 (26)       | 189         | Korean Airlines Co.             | R       |
| 3  | Kwon Young-min (K) | 05.07.1980 (31)       | 190         | Hyundai Capital Co.             | R       |
| 4  | Moon Sung-min      | 14.09.1986 (25)       | 198         | Hyundai Capital Co.             | P       |
| 5  | Yeo Oh-hyun        | 02.09.1978 (33)       | 175         | Samsung Fire & Marine Insurance | L       |
| 6  | Choi Tae-woong     | 09.04.1978 (34)       | 185         | Hyundai Capital Co.             | R       |
| 7  | Lee Sun-kyu        | 14.03.1981 (31)       | 199         | Hyundai Capital Co.             | Ś       |
| 8  | Kim Hak-min        | 04.09.1983 (28)       | 193         | Korean Airlines Co.             | P       |
| 9  | Kwak Seung-suk     | 23.03.1988 (24)       | 190         | Korean Airlines Co.             | P       |
| 10 | Yun Bong-woo       | 20.01.1982 (29)       | 199         | Hyundai Capital Co.             | Ś       |
| 11 | Park Chul-woo      | 25.07.1985 (26)       | 198         | Samsung Fire & Marine Insurance | A       |
| 12 | Bu Yong-chan       | 30.11.1989 (22)       | 175         | LIG Insurance                   | L       |
| 13 | Choi Hong-suk      | 26.06.1988 (23)       | 195         | Seul Dream Six                  | A       |
| 14 | Kim Yo-han         | 16.08.1985 (26)       | 200         | LIG Insurance                   | A       |
| 15 | Ha Hyun-yong       | 09.05.1982 (30)       | 198         | Korean Army                     | Ś       |
| 16 | Kim Jeong-hwan     | 23.03.1988 (24)       | 196         | Seul Dream Six                  | P       |
| 17 | Ha Kyoung-min      | 27.07.1982 (29)       | 201         | Kepco 45                        | Ś       |
| 18 | Shin Yung-suk      | 04.10.1986 (25)       | 198         | Seul Dream Six                  | Ś       |
| 19 | Lee Kang-joo       | 30.06.1983 (28)       | 185         | Seul Dream Six                  | P       |
| 20 | Im Dong-kyu        | 11.06.1983 (28)       | 195         | Hyundai Capital Co.             | Ś       |
| 21 | Chang Kwang-kyun   | 14.03.1981 (31)       | 190         | Korean Airlines Co.             | P       |
| 22 | Lee Kyung-soo      | 27.04.1979 (33)       | 198         | LIG Insurance                   | P       |
| 23 | Jin Sang-houn      | 22.04.1986 (26)       | 200         | Korean Airlines Co.             | Ś       |
| 24 | Choi Min-ho        | 28.04.1988 (24)       | 198         | Hyundai Capital Co.             | A       |
| 25 | Lee Kwang-won      | 05.05.1990 (22)       | 198         | Kyunghee University             | P       |

## Kuba
Trener: Orlando Samuels Blackwood
Asystent: Idalberto Valdés Pedro
| Nr | Imię i nazwisko                | Data urodzenia (wiek) | Wzrost (cm) | Klub             | Pozycja |
| -- | ------------------------------ | --------------------- | ----------- | ---------------- | ------- |
| 1  | Wilfredo León Venero (K)       | 31.07.1993 (18)       | 201         | Santiago de Cuba | P       |
| 2  | Lian Sem Estrada Jova          | 12.12.1982 (29)       | 196         | Santiago de Cuba | R       |
| 3  | Gustavo Leyva Álvarez          | 14.12.1985 (26)       | 180         | Ciudad Habana    | L       |
| 4  | Yassel Perdomo Naranjo         | 23.03.1993 (19)       | 201         | Santiago de Cuba | Ś       |
| 5  | Leandro Macías Infante         | 13.02.1990 (22)       | 192         | Santiago de Cuba | R       |
| 6  | Keibir Gutiérrez Torres        | 06.05.1987 (25)       | 178         | Villa Clara      | L       |
| 7  | Osmany Camejo Durruty          | 18.02.1983 (29)       | 202         | Ciudad Habana    | Ś       |
| 8  | Rolando Cepeda Abreu           | 13.03.1989 (23)       | 198         | Sancti Spiritus  | A       |
| 9  | Yonder Garcia                  | 26.02.1993 (19)       | 183         | Santiago de Cuba | L       |
| 10 | Danger Quintana                | 19.05.1994 (18)       | 200         | Ciudad Habana    | Ś       |
| 11 | Lázaro Raydel Fundora Travieso | 13.02.1994 (18)       | 195         | Ciudad Habana    | P       |
| 12 | Henry Bell Cisnero             | 27.07.1982 (29)       | 188         | Santiago de Cuba | P       |
| 13 | David Fiel Rodriguez           | 28.08.1993 (18)       | 204         | Ciudad Habana    | Ś       |
| 14 | Yordan Bisset                  | 21.10.1994 (17)       | 194         | Ciudad Habana    | P       |
| 15 | Dariel Albó Miranda            | 11.02.1992 (20)       | 201         | Ciudad Habana    | Ś       |
| 16 | Isbel Mesa Sandobal            | 02.06.1989 (22)       | 204         | Ciudad Habana    | Ś       |
| 17 | Osmani Uriarte Mestre          | 04.06.1995 (16)       | 197         | Sancti Spiritus  | P       |
| 18 | Yoandri Díaz Carmenate         | 04.01.1985 (27)       | 196         | Ciudad Habana    | R       |
| 19 | Fernando Hernández Ramos       | 11.09.1989 (22)       | 196         | Ciudad Habana    | A       |
| 20 | Inover Romero Valdes           | 14.01.1995 (17)       | 197         | Ciego de Avila   | A       |
| 21 | Raydel Hierrezuelo Aguirre     | 14.07.1987 (24)       | 196         | Ciudad Habana    | R       |
| 22 | Denny de Jesus Hernandez       | 24.02.1994 (18)       | 190         | Pinar del Rio    | R       |
| 23 | Livan Osoria Rodriguez         | 05.02.1994 (18)       | 201         | Santiago de Cuba | A       |
| 24 | Nelson Loyola Lavin            | 07.05.1993 (18)       | 190         | Cienfuegos       | P       |
| 25 | Alfonso Lamadrid               | 03.02.1993 (19)       | 193         | Ciudad Habana    | P       |

## Niemcy
Trener:  Vital Heynen
Asystent: Stefan Hübner
| Nr | Imię i nazwisko    | Data urodzenia (wiek) | Wzrost (cm) | Klub                           | Pozycja |
| -- | ------------------ | --------------------- | ----------- | ------------------------------ | ------- |
| 1  | Marcus Popp        | 23.09.1981 (30)       | 192         | Marmi Lanza Werona             | P       |
| 2  | Markus Steuerwald  | 07.03.1989 (23)       | 182         | Paris Volley                   | L       |
| 3  | Sebastian Schwarz  | 02.10.1985 (26)       | 197         | Pallavolo Padwa                | P       |
| 4  | Simon Tischer      | 24.04.1982 (30)       | 194         | Dinamo Krasnodar               | R       |
| 5  | Björn Andrae (K)   | 14.05.1981 (31)       | 200         | Kuzbass Kemerowo               | P       |
| 6  | Denis Kaliberda    | 24.06.1990 (21)       | 193         | TSV Unterhaching               | P       |
| 7  | Stefan Hübner      | 13.06.1975 (36)       | 200         | evivo Düren                    | Ś       |
| 8  | Marcus Böhme       | 25.08.1985 (26)       | 211         | VfB Friedrichshafen            | Ś       |
| 9  | Georg Grozer       | 27.11.1984 (27)       | 200         | Resovia                        | A       |
| 10 | Jochen Schöps      | 08.10.1983 (28)       | 200         | Iskra Odincowo                 | A       |
| 11 | Lukas Kampa        | 29.11.1986 (25)       | 196         | Lokomotiw-Biełogorje Biełgorod | R       |
| 12 | Ferdinand Tille    | 08.12.1988 (23)       | 185         | Arago de Sète                  | L       |
| 13 | Christian Dünnes   | 16.06.1984 (27)       | 207         | TSV Unterhaching               | A       |
| 14 | Robert Kromm       | 09.03.1984 (28)       | 212         | SCC Berlin                     | P       |
| 15 | Max Günthör        | 09.08.1985 (26)       | 207         | TSV Unterhaching               | Ś       |
| 16 | Felix Fischer      | 27.02.1983 (29)       | 203         | SCC Berlin                     | Ś       |
| 17 | Patrick Steuerwald | 03.03.1986 (26)       | 180         | AZS Politechnika Warszawska    | R       |
| 18 | Lukas Bauer        | 26.02.1989 (23)       | 202         | Arago de Sète                  | Ś       |
| 19 | Sebastian Prüsener | 26.05.1982 (29)       | 196         | TSV Unterhaching               | P       |
| 20 | Ricardo Galandi    | 18.05.1989 (23)       | 200         | SCC Berlin                     | Ś       |
| 21 | Björn Höhne        | 27.03.1991 (21)       | 192         | SCC Berlin                     | P       |
| 22 | Philipp Jankowski  | 15.10.1991 (20)       | 191         | Netzhoppers KW                 | R       |
| 23 | Christian Fromm    | 15.08.1990 (21)       | 204         | evivo Düren                    | P       |
| 24 | Sebastian Krause   | 16.10.1989 (22)       | 200         | Netzhoppers KW                 | A       |
| 25 | Simon Hirsch       | 03.04.1992 (20)       | 204         | TSV Unterhaching               | A       |

## Polska
Trener:  Andrea Anastasi
Asystent: Andrea Gardini
| Nr | Imię i nazwisko      | Data urodzenia (wiek) | Wzrost (cm) | Klub                        | Pozycja |
| -- | -------------------- | --------------------- | ----------- | --------------------------- | ------- |
| 1  | Piotr Nowakowski     | 18.12.1987 (24)       | 205         | Resovia                     | Ś       |
| 2  | Michał Winiarski     | 28.09.1983 (28)       | 200         | Skra Bełchatów              | P       |
| 3  | Wojciech Ferens      | 05.04.1991 (21)       | 194         | AZS Olsztyn                 | P       |
| 4  | Grzegorz Kosok       | 02.03.1986 (26)       | 206         | Resovia                     | Ś       |
| 5  | Paweł Zagumny        | 18.10.1977 (34)       | 200         | ZAKSA Kędzierzyn-Koźle      | R       |
| 6  | Bartosz Kurek        | 29.08.1988 (23)       | 205         | Skra Bełchatów              | P       |
| 7  | Jakub Jarosz         | 10.02.1987 (25)       | 195         | Andreoli Latina             | A       |
| 8  | Bartosz Krzysiek     | 19.02.1990 (22)       | 206         | AZS Olsztyn                 | A       |
| 9  | Zbigniew Bartman     | 04.05.1987 (25)       | 198         | Jastrzębski Węgiel          | A       |
| 10 | Łukasz Wiśniewski    | 03.02.1989 (23)       | 198         | AZS Częstochowa             | Ś       |
| 11 | Fabian Drzyzga       | 03.01.1990 (22)       | 196         | AZS Częstochowa             | R       |
| 12 | Paweł Woicki         | 19.06.1983 (28)       | 183         | Skra Bełchatów              | R       |
| 13 | Michał Kubiak        | 18.07.1988 (23)       | 191         | Jastrzębski Węgiel          | P       |
| 14 | Michał Ruciak        | 22.08.1983 (28)       | 189         | ZAKSA Kędzierzyn-Koźle      | P       |
| 15 | Łukasz Żygadło       | 02.08.1979 (32)       | 200         | Trentino Volley             | R       |
| 16 | Krzysztof Ignaczak   | 15.05.1978 (34)       | 188         | Resovia                     | L       |
| 17 | Paweł Zatorski       | 21.06.1990 (21)       | 184         | Skra Bełchatów              | L       |
| 18 | Marcin Możdżonek (K) | 09.02.1985 (27)       | 211         | Skra Bełchatów              | Ś       |
| 19 | Grzegorz Łomacz      | 01.10.1987 (24)       | 187         | Trefl Gdańsk                | R       |
| 20 | Mateusz Mika         | 21.01.1991 (21)       | 206         | Resovia                     | P       |
| 21 | Wojciech Żaliński    | 08.01.1988 (24)       | 195         | AZS Politechnika Warszawska | P       |
| 22 | Andrzej Wrona        | 27.12.1988 (23)       | 205         | Delecta Bydgoszcz           | Ś       |
| 23 | Karol Kłos           | 08.08.1989 (22)       | 200         | Skra Bełchatów              | Ś       |
| 24 | Damian Wojtaszek     | 07.09.1988 (23)       | 180         | AZS Politechnika Warszawska | L       |
| 25 | Dawid Konarski       | 31.08.1989 (22)       | 198         | Delecta Bydgoszcz           | A       |

## Portugalia
Trener: Flavio Gulinelli
Asystent: Hugo Silva
| Nr | Imię i nazwisko    | Data urodzenia (wiek) | Wzrost (cm) | Klub                    | Pozycja |
| -- | ------------------ | --------------------- | ----------- | ----------------------- | ------- |
| 1  | Marcel Gil         | 08.05.1990 (22)       | 206         | SC Espinho              | Ś       |
| 2  | Carlos Teixeira    | 11.03.1976 (36)       | 182         | Stade Poitevin Poitiers | L       |
| 3  | Manuel Silva       | 28.12.1973 (38)       | 192         | AJ Fonte Bastardo       | P       |
| 4  | João Malveiro      | 08.12.1979 (32)       | 198         | SC Espinho              | Ś       |
| 5  | Marco Ferreira     | 04.10.1987 (24)       | 200         | VB Nassau               | A       |
| 6  | Alexandre Ferreira | 13.11.1991 (20)       | 200         | SC Espinho              | P       |
| 7  | Ivo Casas          | 21.09.1992 (19)       | 179         | Castelo Maia GC         | L       |
| 8  | Tiago Violas       | 27.03.1989 (23)       | 193         | Jastrzębski Węgiel      | R       |
| 9  | Nuno Pinheiro      | 31.12.1984 (27)       | 193         | Stade Poitevin Poitiers | R       |
| 10 | Filipe Pinto       | 26.02.1991 (21)       | 194         | Leixões SC              | A       |
| 11 | Carlos Fidalgo     | 16.05.1987 (25)       | 198         | Vitória SC              | Ś       |
| 12 | João José          | 07.06.1978 (33)       | 195         | VfB Friedrichshafen     | Ś       |
| 13 | Valdir Sequeira    | 22.11.1981 (30)       | 196         | Pallavolo Cantù         | A       |
| 14 | Flávio Cruz        | 28.08.1982 (29)       | 194         | SL Benfica              | P       |
| 15 | Rui Santos         | 24.03.1984 (28)       | 203         | Vitória SC              | Ś       |
| 16 | Hugo Gaspar        | 02.09.1982 (29)       | 200         | SL Benfica              | A       |
| 17 | Miguel Rodriguez   | 02.03.1993 (19)       | 191         | SL Benfica              | R       |
| 18 | André Lopes (K)    | 12.09.1982 (29)       | 193         | Stade Poitevin Poitiers | P       |
| 19 | Rui Moreira        | 07.12.1985 (26)       | 182         | GC Vilacondense         | R       |
| 20 | Nuno Silva         | 03.02.1993 (19)       | 203         | SC Espinho              | Ś       |
| 21 | José Gomes         | 21.10.1994 (17)       | 198         | GC Vilacondense         | P       |
| 22 | Pedro Figueiredo   | 09.08.1986 (25)       | 198         | SC Espinho              | P       |
| 23 | Carlos Liborio     | 07.10.1990 (21)       | 197         | S.C. das Caldas         | P       |
| 24 | João Coelho        | 24.06.1981 (30)       | 1985        | SL Benfica              | L       |
| 25 | Nuno Pereira       | 20.01.1989 (23)       | 203         | S.C. das Caldas         | Ś       |

## Rosja
Trener:  Uładzimir Alekno
Asystent: Sergio Busato
| Nr | Imię i nazwisko        | Data urodzenia (wiek) | Wzrost (cm) | Klub                           | Pozycja |
| -- | ---------------------- | --------------------- | ----------- | ------------------------------ | ------- |
| 1  | Aleksander Abrosimow   | 25.08.1983 (28)       | 206         | Fakieł Nowy Urengoj            | Ś       |
| 2  | Dienis Biriukow        | 08.12.1988 (23)       | 202         | Lokomotiw-Biełogorje Biełgorod | P       |
| 3  | Nikołaj Apalikow       | 26.08.1982 (29)       | 203         | Zenit Kazań                    | Ś       |
| 4  | Taras Chtiej           | 22.05.1982 (29)       | 205         | Lokomotiw Biełgorod            | P       |
| 5  | Siergiej Grankin       | 21.01.1985 (27)       | 195         | Dinamo Moskwa                  | R       |
| 6  | Jewgienij Siwożelez    | 06.08.1986 (25)       | 196         | Dinamo Moskwa                  | P       |
| 7  | Siergiej Makarow       | 28.03.1980 (31)       | 196         | Iskra Odincowo                 | R       |
| 8  | Siergiej Tietiuchin    | 23.09.1975 (36)       | 197         | Lokomotiw Biełgorod            | P       |
| 9  | Aleksander Sokołow     | 01.03.1982 (30)       | 193         | Fakieł Nowy Urengoj            | L       |
| 10 | Jurij Bierieżko        | 27.01.1984 (28)       | 198         | Zenit Kazań                    | P       |
| 11 | Konstantin Uszakow (K) | 24.03.1970 (42)       | 198         | Kuzbass Kemerowo               | R       |
| 12 | Aleksander But'ko      | 18.03.1986 (26)       | 198         | Lokomotiw Nowosybirsk          | R       |
| 13 | Dmitrij Muserski       | 29.10.1988 (23)       | 218         | Lokomotiw Biełgorod            | P       |
| 14 | Dmitrij Szczerbinin    | 10.09.1989 (22)       | 205         | Dinamo Moskwa                  | Ś       |
| 15 | Dmitrij Ilinych        | 31.01.1987 (25)       | 201         | Lokomotiw-Biełogorje Biełgorod | P       |
| 16 | Paweł Krugłow          | 17.09.1985 (26)       | 205         | Dinamo Moskwa                  | A       |
| 17 | Maksim Michajłow       | 19.03.1988 (24)       | 203         | Zenit Kazań                    | A       |
| 18 | Aleksandr Wołkow       | 14.02.1985 (27)       | 210         | Zenit Kazań                    | Ś       |
| 19 | Aleksiej Rodiczew      | 24.03.1988 (24)       | 196         | Gazprom-Jugra Surgut           | P       |
| 20 | Aleksiej Obmoczajew    | 22.05.1989 (22)       | 189         | Zenit Kazań                    | L       |
| 21 | Pawieł Abramow         | 23.04.1979 (33)       | 200         | Iskra Odincowo                 | P       |
| 22 | Aleksiej Kazakow       | 18.03.1976 (36)       | 217         | Ural Ufa                       | Ś       |
| 23 | Aleksiej Wierbow       | 31.01.1982 (30)       | 200         | Iskra Odincowo                 | L       |
| 24 | Pawieł Moroz           | 26.02.1987 (25)       | 205         | Kuzbass Kemerowo               | P       |
| 25 | Igor Kobzar            | 13.04.1991 (21)       | 198         | Gazprom-Jugra Surgut           | R       |

## Serbia
Trener:  Igor Kolaković
Asystent: Željko Bulatović
| Nr | Imię i nazwisko         | Data urodzenia (wiek) | Wzrost (cm) | Klub                              | Pozycja |
| -- | ----------------------- | --------------------- | ----------- | --------------------------------- | ------- |
| 1  | Nikola Kovačević        | 14.02.1983 (29)       | 193         | Gubernija Niżnyj Nowogród         | P       |
| 2  | Uroš Kovačević          | 06.05.1993 (19)       | 197         | ACH Volley Lublana                | P       |
| 3  | Miloš Vemić             | 08.03.1987 (25)       | 202         | VfB Friedrichshafen               | P       |
| 4  | Bojan Janić (K)         | 11.03.1982 (30)       | 198         | Fakieł Nowy Urengoj               | P       |
| 5  | Vlado Petković          | 06.01.1983 (29)       | 198         | Umbria Volley                     | R       |
| 6  | Miloš Terzić            | 13.06.1987 (24)       | 202         | Tours VB                          | P       |
| 7  | Dragan Stanković        | 18.10.1985 (26)       | 205         | Associazione Sportiva Volley Lube | Ś       |
| 8  | Filip Vujić             | 17.10.1989 (22)       | 191         | OK Crvena zvezda Belgrad          | L       |
| 9  | Nikola Jovović          | 13.02.1992 (20)       | 197         | VfB Friedrichshafen               | R       |
| 10 | Miloš Nikić             | 31.03.1986 (26)       | 194         | Gabeca Pallavolo Spa              | P       |
| 11 | Mihajlo Mitić           | 17.09.1990 (21)       | 201         | Crvena zvezda Belgrad             | R       |
| 12 | Milan Rašić             | 02.02.1985 (27)       | 205         | ACH Volley Lublana                | Ś       |
| 13 | Tomislav Dokić          | 27.02.1986 (26)       | 204         | Fonikas SC Syros                  | A       |
| 14 | Aleksandar Atanasijević | 04.09.1991 (20)       | 200         | Skra Bełchatów                    | A       |
| 15 | Saša Starović           | 19.10.1988 (23)       | 207         | Latina Volley                     | A       |
| 16 | Aleksa Brđović          | 29.03.1993 (18)       | 201         | OK Partizan Belgrad               | R       |
| 17 | Borislav Petrović       | 06.01.1988 (24)       | 201         | Stade Poitevin                    | Ś       |
| 18 | Marko Podraščanin       | 29.08.1987 (24)       | 204         | Associazione Sportiva Volley Lube | Ś       |
| 19 | Nikola Rosić            | 05.08.1984 (27)       | 192         | VfB Friedrichshafen               | L       |
| 20 | Srećko Lisinac          | 17.05.1992 (19)       | 202         | Ribnicki Kraljevo                 | Ś       |
| 21 | Nemanja Petrić          | 28.07.1987 (24)       | 202         | Bastia Volley                     | P       |
| 22 | Dejan Radić             | 06.11.1984 (27)       | 200         | VC Lennik                         | Ś       |
| 23 | Nikola Mijailović       | 08.08.1989 (22)       | 191         | OK Partizan Belgrad               | P       |
| 24 | Marko Ivović            | 22.12.1990 (21)       | 192         | OK Vojvodina Nowy Sad             | P       |
| 25 | Milija Mrdak            | 26.10.1991 (20)       | 200         | OK Vojvodina Nowy Sad             | A       |

## Stany Zjednoczone
Trener: Alan Knipe
Asystent: John Speraw
| Nr | Imię i nazwisko    | Data urodzenia (wiek) | Wzrost (cm) | Klub                         | Pozycja |
| -- | ------------------ | --------------------- | ----------- | ---------------------------- | ------- |
| 1  | Matthew Anderson   | 18.04.1987 (24)       | 204         | Casa Modena                  | P       |
| 2  | Sean Rooney        | 13.11.1982 (29)       | 206         | Acqua Paradiso Monza Brianza | P       |
| 3  | Evan Patak         | 23.06.1984 (27)       | 201         | USA Men’s Volleyball Team    | A       |
| 4  | David Lee          | 08.03.1982 (29)       | 203         | Dinamo Moskwa                | Ś       |
| 5  | Richard Lambourne  | 06.05.1975 (36)       | 190         | USA Men’s Volleyball Team    | L       |
| 6  | Paul Lotman        | 03.11.1985 (26)       | 200         | Asseco Resovia Rzeszów       | P       |
| 7  | Donald Suxho       | 21.02.1976 (36)       | 196         | Sisley Belluno               | R       |
| 8  | William Priddy (K) | 01.10.1977 (34)       | 194         | Zenit Kazań                  | P       |
| 9  | Ryan Millar        | 22.01.1978 (33)       | 204         | Lokomotiw Nowosybirsk        | Ś       |
| 10 | Riley Salmon       | 02.07.1976 (35)       | 198         | C.A. Once Unidos             | L       |
| 11 | Brian Thornton     | 22.04.1985 (26)       | 190         | Jastrzębski Węgiel           | R       |
| 12 | Russell Holmes     | 01.07.1982 (29)       | 205         | Jastrzębski Węgiel           | Ś       |
| 13 | Clayton Stanley    | 20.01.1978 (33)       | 205         | Ural Ufa                     | A       |
| 14 | Kevin Hansen       | 19.03.1982 (29)       | 196         | Arkas Spor Izmir             | R       |
| 15 | Gabriel Gardner    | 18.03.1976 (36)       | 209         | USA Men’s Volleyball Team    | P       |
| 16 | Jayson Jablonsky   | 23.07.1985 (25)       | 198         | Olympiakos SFP               | P       |
| 17 | Maxwell Holt       | 12.03.1987 (24)       | 205         | Copra Piacenza               | Ś       |
| 18 | Scott Touzinsky    | 22.04.1982 (29)       | 198         | SCC Berlin                   | P       |
| 19 | Robert Tarr        | 09.01.1984 (27)       | 194         | Al-Ahly Doha                 | P       |
| 20 | David Smith        | 15.05.1985 (26)       | 201         | Tours VB                     | Ś       |
| 21 | David McKienzie    | 05.07.1979 (31)       | 193         | Kuwait Sporting Club         | P       |
| 22 | Taylor Sander      | 17.03.1992 (20)       | 196         | brak                         | P       |
| 23 | Jeffrey Menzel     | 31.10.1988 (23)       | 199         | Club Voleibol Almería        | A       |
| 24 | Kawika Shoji       | 11.11.1987 (24)       | 190         | SCC Berlin                   | R       |
| 25 | Jonathan Winder    | 04.01.1986 (24)       | 203         | VC Bottrop 90                | R       |

## Włochy
Trener: Mauro Berruto
Asystent: Andrea Brogioni
| Nr | Imię i nazwisko     | Data urodzenia (wiek) | Wzrost (cm) | Klub                       | Pozycja |
| -- | ------------------- | --------------------- | ----------- | -------------------------- | ------- |
| 1  | Luigi Mastrangelo   | 17.08.1975 (36)       | 202         | Bre Banca Lannutti Cuneo   | Ś       |
| 2  | Jiří Kovář          | 10.04.1989 (23)       | 202         | Lube Banca Marche Macerata | P       |
| 3  | Simone Parodi       | 16.06.1986 (25)       | 196         | Lube Banca Marche Macerata | P       |
| 4  | Andrea Bari         | 05.03.1980 (32)       | 185         | Trentino Volley            | L       |
| 5  | Giorgio De Togni    | 07.07.1985 (25)       | 202         | Sisley Belluno             | Ś       |
| 6  | Samuele Papi        | 20.05.1973 (39)       | 190         | Copra Elior Piacenza       | P       |
| 7  | Michal Lasko        | 11.03.1981 (31)       | 202         | Jastrzębski Węgiel         | A       |
| 8  | Gabriele Maruotti   | 25.03.1988 (24)       | 195         | M. Roma Volley             | P       |
| 9  | Ivan Zaytsev        | 02.10.1988 (23)       | 202         | M. Roma Volley             | P       |
| 10 | Dante Boninfante    | 07.03.1977 (35)       | 188         | M. Roma Volley             | R       |
| 11 | Cristian Savani (K) | 22.02.1982 (30)       | 195         | Lube Banca Marche Macerata | P       |
| 12 | Simone Buti         | 19.09.1983 (28)       | 206         | Gabeca Pallavolo Spa       | Ś       |
| 13 | Dragan Travica      | 28.08.1986 (25)       | 200         | Lube Banca Marche Macerata | R       |
| 14 | Alessandro Fei      | 29.11.1978 (33)       | 204         | Sisley Belluno             | Ś       |
| 15 | Emanuele Birarelli  | 08.02.1981 (31)       | 200         | Trentino Volley            | Ś       |
| 16 | Michele Baranowicz  | 05.08.1989 (22)       | 196         | Bre Banca Lannutti Cuneo   | R       |
| 17 | Andrea Giovi        | 19.08.1983 (28)       | 183         | Umbria Volley              | L       |
| 18 | Giulio Sabbi        | 10.08.1989 (22)       | 201         | M. Roma Volley             | A       |
| 19 | Marco Falaschi      | 18.09.1987 (24)       | 188         | BCC-NEP Castellana Grotte  | R       |
| 20 | Stefano Patriarca   | 23.07.1987 (24)       | 207         | Marmi Lanza Werona         | Ś       |
| 21 | Enrico Cester       | 16.03.1988 (24)       | 202         | Andreoli Latina            | Ś       |
| 22 | Francesco De Marchi | 17.08.1986 (25)       | 191         | Pallavolo Padwa            | P       |
| 23 | Filippo Lanza       | 03.03.1991 (21)       | 198         | Trentino Volley            | P       |
| 24 | Salvatore Rossini   | 13.07.1986 (25)       | 185         | Gabeca Pallavolo Spa       | L       |
| 25 | Luca Vettori        | 26.04.1991 (21)       | 200         | Club Italia Roma           | P       |